# Rhododendron quinquefolium
Espèce
Classification phylogénétique
Rhododendron quinquefolium est une espèce de plantes à fleurs de la famille des Ericaceae, originaire du Japon.